# بارت مک گی
بارت مک گی (انگلیسی: Bart McGhee؛ ۳۰ آوریل ۱۸۹۹ – ۲۶ ژانویهٔ ۱۹۷۹) یک بازیکن فوتبال اهل ایالات متحده آمریکا بود.
وی همچنین در تیم ملی فوتبال ایالات متحده آمریکا بازی کرده‌است.